# Corumbacichlid
Corumbacichlid (Apistogramma commbrae) är en fiskart som först beskrevs av Regan, 1906.  Corumbacichlid ingår i släktet Apistogramma och familjen Cichlidae. Inga underarter finns listade i Catalogue of Life.